# أولاد منصور (أم عزة)
أولاد منصور هي إحدى مشيخات المملكة المغربية، تتبع جغرافيا لعمالة الصخيرات تمارة وإداريًا لأم عزة. يقدر عدد سكانها بـ 9759 نسمة حسب الإحصاء الرسمي للسكان والسكنى لسنة 2004.